# Малые Савки
Малые Савки — деревня в Кировском районе Калужской области России. Входит в состав сельского поселения «Деревня Большие Савки».

## География
Деревня находится в юго-западной части Калужской области, в зоне хвойно-широколиственных лесов, в пределах Барятинско-Сухиничской равнины, на правом берегу реки Песочной, при автодороге 29К-014, на расстоянии примерно 1 километра (по прямой) к западу-юго-западу от города Кирова, административного центра района. Абсолютная высота — 196 метров над уровнем моря.

### Климат
Климат характеризуется как умеренно континентальный, с тёплым летом и умеренно морозной снежной зимой. Среднегодовая многолетняя температура воздуха составляет 4,1 — 4,7 °С. Средняя температура воздуха самого тёплого месяца (июля) — 19 °C (абсолютный максимум — 39 °C); самого холодного (января) — −9,7 — −8,5 °C (абсолютный минимум — −46 °C). Безморозный период длится в среднем 149 дней. Среднегодовое количество атмосферных осадков составляет 654 мм, из которых 441 мм выпадает в период с апреля по октябрь. Снежный покров держится в течение 130—145 дней.

### Часовой пояс
Деревня Малые Савки, как и вся Калужская область, находится в часовой зоне МСК (московское время). Смещение применяемого времени относительно UTC составляет +3:00.

## Население
| 1994 | 2002 | 2010 |
| ---- | ---- | ---- |
| 394  | ↘310 | ↗311 |

### Половой состав
По данным Всероссийской переписи населения 2010 года в гендерной структуре населения мужчины составляли 42,1 %, женщины — соответственно 57,9 %.

### Национальный состав
Согласно результатам переписи 2002 года, в национальной структуре населения русские составляли 99 %.

## Известные жители, уроженцы
Иван Прокофьевич Примакин (20.10.1928, д. Малые Савки — 29.12.2021, Кострома) — учёный в области зоотехнии и селекции крупного рогатого скота, заслуженный деятель науки Российской Федерации (1994).